# Марк Целий Фаустин
Марк Целий Фаустин (на латински: Marcus Caelius Faustinus) е политик и сенатор на Римската империя през началото на 3 век.
През 206 г. той е суфектконсул заедно с Публий Тулий Марс. Двамата са напълно непознати до намирането на една военна диплома:
IMP CAES·DIVI·M·ANTONINI·PII·GERM·SARM·F·DIVI·

COMMODI·FRATER·DIVI·ANTONINI·PII·NEP·DIVI·HADRIANI·

PRONEP·DIVI·TRAIANI·PARTH·ABN·DIVI·NERVAE ADN·

L·SEPTIMIVS·SEVERVS·PIVS·PERTINAX·AVG·ARAB·ADIAB·PAR

TH·MAX·PONT·MAX·TRIB·POT· XIIII·IMP XIII·COS III·P·P·PROCOS·

IMP CAES·L·SEPTIMI·SEVERI·PII·PERTINAC·AVG·ARAB

ADIAB·PARTH·MAX·F DIVI M�NTONINI·PII·GERM·SARM

NEP·DIVI·ANTONINI·PII·PRONEP·DIVI·HADRIANI·ABNEP